# Liste der Flussübergänge über den Severn

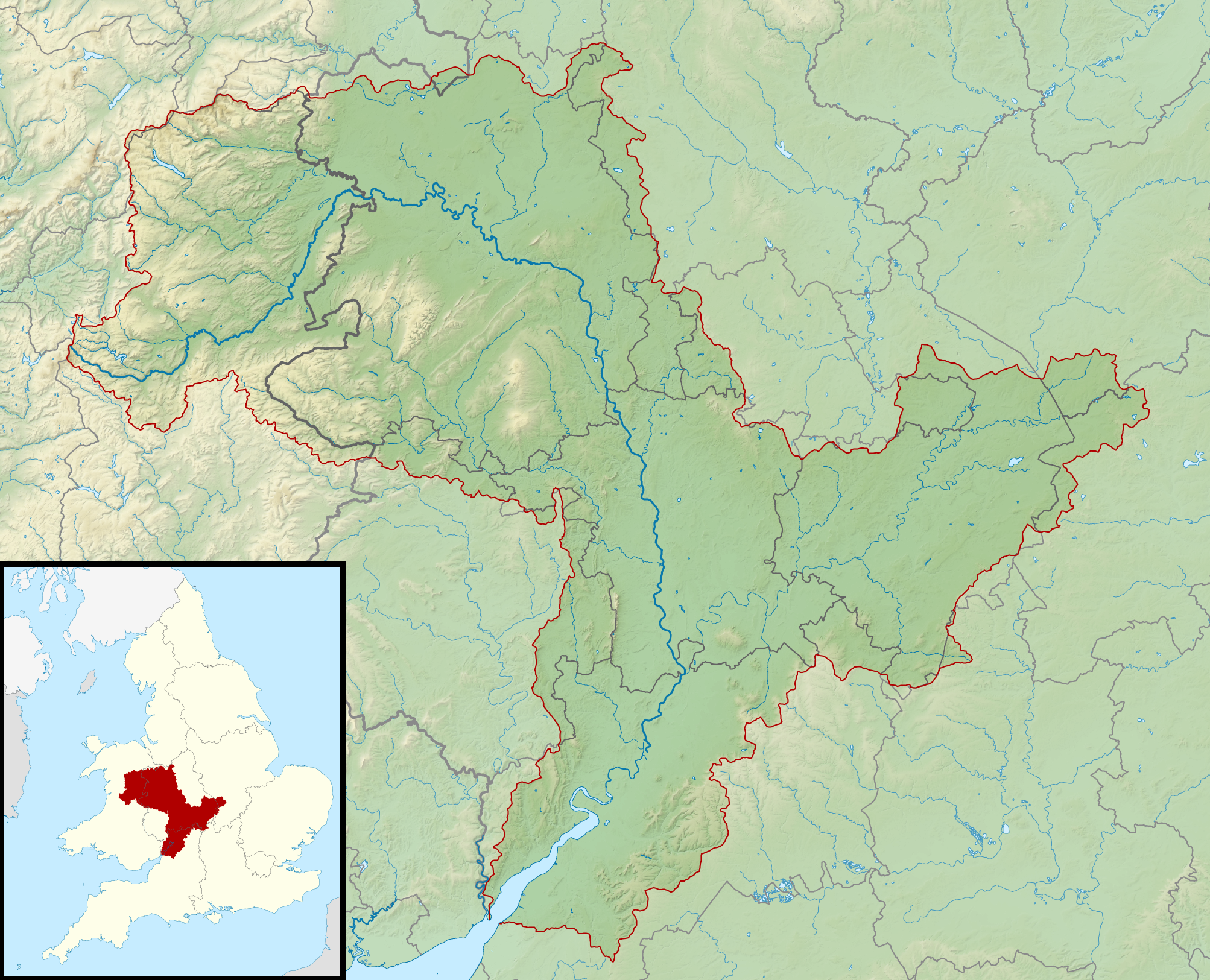

Die Liste der Flussübergänge über den Severn nennt Brücken, Furte, Tunnel und Fähren über den River Severn, den längsten Fluss Großbritanniens.
Sie beginnt mit der Quelle des Severn in den Cambrian Mountains in der Principal Area Powys in Wales, wird fortgesetzt mit den Brücken in Shropshire und Telford and Wrekin, Worcestershire und Gloucestershire und endet an der Mündung des Severn in den Bristol Channel zwischen England und Wales.
Die walisischen Bezeichnungen und Ortsnamen beruhen meist auf der OS-Karte Where's the Path?.

## Brücken in der Principal Area Powys in Wales
| Bild | Bezeichnung                    | Ort               | Baujahr | Konstruktion         | Material                           | Koordinaten                     | Anmerkungen |
| ---- | ------------------------------ | ----------------- | ------- | -------------------- | ---------------------------------- | ------------------------------- | --- |
|      | Quelle des River Severn        | Plynlimon         |         |                      |                                    | 52° 29′ 40″ N, 3° 44′ 15,1″ W   | Der Vollständigkeit halber aufgeführt. |
|      | Erster Durchlass               | Hafren Forest     |         | Durchlass            | Beton                              | 52° 29′ 14,7″ N, 3° 43′ 37,3″ W | Der Fernwanderweg Severn Way wechselt auf die andere Seite. |
|      | Erster Steg                    | Hafren Forest     |         | Steg                 | Holz                               | 52° 29′ 8,2″ N, 3° 43′ 15,1″ W  | Der Fernwanderweg Severn Way wechselt auf die andere Seite. |
|      | Zweiter Durchlass              | Hafren Forest     |         | Durchlass            | Stahlrohr                          | 52° 28′ 50,5″ N, 3° 42′ 56,4″ W | Die Blaen Hafren Falls sind durch das Rohr hindurch erkennbar |
|      | Zweiter Steg                   | Hafren Forest     | 1992    | Steg                 | Holz                               | 52° 28′ 21,9″ N, 3° 42′ 5,7″ W  | Der Severn Way wechselt auf die andere Seite. Der Fernwanderweg Wye Valley Walk beginnt hier.                                                                                  |
|      | Rhyd-y-Benwch-Furt             | Hafren Forest     |         | Furt                 | -                                  | 52° 28′ 6″ N, 3° 41′ 7,6″ W     | Zufahrt zu einem Forstweg |
|      | Rhyd-y-Benwch-Steg             | Hafren Forest     | 1997    | Steg                 | Holz                               | 52° 27′ 58,7″ N, 3° 40′ 41,8″ W | |
|      | Cwm Ricket Bridge              | Cwm Ricket        |         | Balkenbrücke         | Beton                              | 52° 27′ 58,7″ N, 3° 40′ 40,4″ W | Erste Straßenbrücke, max. 12,5 t |
|      | Cwm Ricket Durchlass           | Cwm Ricket        |         | Durchlass            | Beton                              | 52° 27′ 58,7″ N, 3° 40′ 40,4″ W | Bei höherem Wasser als Furt befahrbar |
|      | Severn Break Its Neck Steg     | Rhyd-yr-Onnen     | 1995    | Steg                 | Holz                               | 52° 27′ 59,9″ N, 3° 40′ 30,7″ W | Steg mit Blick auf Wasserfall |
|      | Rhyd-yr-Onnen-Steg             | Rhyd-yr-Onnen     |         | Steg                 | Holz                               | 52° 27′ 55,5″ N, 3° 39′ 51,1″ W | |
|      | Hafodfeddgar Farm Bridge       | Hafodfeddgar      |         | Balkenbrücke         | Beton                              | 52° 27′ 32,5″ N, 3° 39′ 25″ W   | Zufahrt zu einem Bauernhof |
|      | Geufron Farm Bridge            | Geufron           |         | Balkenbrücke         |                                    | 52° 27′ 22,8″ N, 3° 38′ 49,9″ W | Zufahrt zu einem Bauernhof |
|      | Tynwtra-Steg                   | Tan Hinon         |         |                      |                                    | 52° 27′ 14″ N, 3° 38′ 8,4″ W    | Abgebauter Steg, nur die Widerlager blieben |
|      | Glynhafren Farm Bridge         | Glynhafren        |         | Balkenbrücke         | Stahl                              | 52° 26′ 54,6″ N, 3° 37′ 41″ W   | Zufahrt zu einem Bauernhof |
|      | Old Hall Ford                  | Old Hall          |         | Furt                 |                                    | 52° 26′ 53,5″ N, 3° 36′ 52,1″ W | Zufahrt zu Feldern |
|      | Glanhafren Bridge              | Old Hall          | 1972    | Balkenbrücke         | Beton                              | 52° 26′ 52,9″ N, 3° 36′ 27,4″ W | Erste asphaltierte Straßenbrücke am Lauf des Severn |
|      | Nantyrhebog-Steg               | Glan-y-Nant       |         | Steg                 | Stahlrohr                          | 52° 27′ 2,4″ N, 3° 34′ 47,2″ W  | |
|      | Cancoed-Steg                   | Glan-y-Nant       |         | Steg                 | Stahlrohr                          | 52° 26′ 34,6″ N, 3° 33′ 19,4″ W | |
|      | Felindre Bridge                | Mount Severn      | 1848    | Bogenbrücke          | Stein                              | 52° 26′ 34,6″ N, 3° 33′ 19,4″ W | Entwurf von Thomas Penson. Denkmalgeschützt (Grade II.) |
|      | Colonel's Bridge               | Llanidloes        | 1975    | Balkenbrücke         | Stahl                              | 52° 26′ 40,7″ N, 3° 32′ 54,2″ W | Nach Colonel Davies-Jenkins benannt. |
|      | Short Bridge                   | Llanidloes        | 1850    | Bogenbrücke          | Stein                              | 52° 26′ 56,8″ N, 3° 32′ 32,7″ W | Entwurf von Thomas Penson. Denkmalgeschützt (Grade II). |
|      | Long Bridge                    | Llanidloes        | 1826    | Bogenbrücke          | Stein                              | 52° 27′ 3,7″ N, 3° 32′ 21,2″ W  | Entwurf von Thomas Penson. Denkmalgeschützt (Grade II). |
|      | Morfodion Farm Bridge          | Llanidloes        | 1859    | Balkenbrücke         | Holz                               | 52° 27′ 26,4″ N, 3° 30′ 31,7″ W | ehemalige Eisenbahnbrücke der Llanidloes and Newtown Railway; jetzt private landwirtschaftliche Brücke                                                                         |
|      | Dolwen Bridge                  | Upper Penrhuddlan | 1926    | Balkenbrücke         | Beton                              | 52° 27′ 19,5″ N, 3° 28′ 38,5″ W | |
|      | Llandinam Bridge               | Llandinam         | 1846    | Bogenbrücke          | Gusseisen                          | 52° 29′ 11,2″ N, 3° 26′ 13,1″ W | Entwurf von Thomas Penson. Denkmalgeschützt (Grade II*). |
|      | Eisenbahnbrücke Caersws        | Caersws           |         | Balkenbrücke         |                                    | 52° 30′ 50,9″ N, 3° 25′ 43,4″ W | Brücke der Cambrian Line |
|      | Caersws Bridge                 | Caersws           | 1821    | Bogenbrücke          | Stein                              | 52° 30′ 53,4″ N, 3° 25′ 38,8″ W | Entwurf von Thomas Penson. Denkmalgeschützt (Grade II) überführt die A470 |
|      | Festival Footbridge            | bei Aberhafesp    | 1951    | Fußgängerhängebrücke | Stahl                              | 52° 31′ 16,7″ N, 3° 23′ 21,1″ W | Führt einen Public Footpath über den Fluss |
|      | Eisenbahnbrücke Doughty Bridge | Penstrowed        |         | Fachwerkbrücke       | Stahl                              | 52° 30′ 32,6″ N, 3° 21′ 54,5″ W | Brücke der Cambrian Line |
|      | Eisenbahnbrücke Scafell Bridge | Glanhafren Hall   |         | Balkenbrücke         | Stahl                              | 52° 30′ 21,4″ N, 3° 21′ 8,3″ W  | Brücke der Cambrian Line |
|      | Dolerw Park Footbridge         | Newtown           | 1973    | Fußgängerhängebrücke | Stahl                              | 52° 30′ 53,9″ N, 3° 19′ 11,9″ W | |
|      | Long Bridge                    | Newtown           | 1827    | Bogenbrücke          | Stein, Verbreiterung aus Gusseisen | 52° 31′ 1,5″ N, 3° 19′ 0,3″ W   | Entwurf von Thomas Penson. 1857 verbreitert. Denkmalgeschützt (Grade II). |
|      | Halfpenny Footbridge           | Newtown           | 1972    | Balkenbrücke         | Stahl                              | 52° 30′ 56,8″ N, 3° 18′ 45,8″ W | Vierte Brücke an dieser Stelle; die erste wurde 1830 gebaut |
|      | Newtown Bypass Bridge          | Newtown           | 1993    | Balkenbrücke         | Spannbeton                         | 52° 30′ 53,4″ N, 3° 18′ 33,6″ W | |
|      | Cilgwrgan Bridge               | Aberbechan        | 1862    | Bogenbrücke          | Backstein                          | 52° 31′ 53″ N, 3° 15′ 49,7″ W   | Denkmalgeschützt (Grade II) |
|      | Abermule Bypass Bridge         | Abermule          | 1975    | Balkenbrücke         | Spannbeton                         | 52° 32′ 27,5″ N, 3° 14′ 39″ W   | |
|      | Brynderwen Bridge              | Abermule          | 1852    | Bogenbrücke          | Gusseisen                          | 52° 32′ 51,9″ N, 3° 14′ 11,7″ W | Entwurf von Thomas Penson. Denkmalgeschützt (Grade II*). Inschrift auf dem Bogen: THIS SECOND IRON BRIDGE CONSTRUCTED IN THE COUNTY OF MONTGOMERY WAS ERECTED IN THE YEAR 1852 |
|      | Fron footbridge                | Plas Meredydd     | 1926    | Hängebrücke          | Stahl                              | 52° 34′ 5,3″ N, 3° 12′ 26,2″ W  | |
|      | Caerhowel Bridge               | Trwstllewelyn     | 1858    | Bogenbrücke          | Gusseisen                          | 52° 34′ 30,3″ N, 3° 11′ 12,5″ W | Entwurf von Thomas Penson. |
|      | Cil-cewydd Bridge              | Cil-cewydd        | 1861    | Bogenbrücke          | Stein                              | 52° 37′ 44,6″ N, 3° 8′ 32,3″ W  | Entwurf von Thomas Penson. Denkmalgeschützt (Grade II). |
|      | Eisenbahnbrücke Cil-cewydd     | Cil-cewydd        |         | Balkenbrücke         | Stahl                              | 52° 37′ 46,7″ N, 3° 8′ 30,4″ W  | |
|      | Leighton Bridge                | Welshpool         | 1872    | Balkenbrücke         | Eisen                              | 52° 39′ 18,2″ N, 3° 7′ 46,5″ W  | Denkmalgeschützt (Grade II) |
|      | Eisenbahnbrücke Buttington     | Welshpool         |         | Balkenbrücke         | Eisen                              | 52° 40′ 19″ N, 3° 6′ 54,7″ W    | |
|      | Buttington Bridge              | Welshpool         | 1872    | Bogenbrücke          | Eisen                              | 52° 40′ 21,6″ N, 3° 6′ 56,2″ W  | Bogenrippen aus Schmiedeeisen, spätere Verstärkung aus Stahl. Denkmalgeschützt (Grade II)                                                                                      |
|      | Maginnis Bridge                | Pool Quay         |         | Balkenbrücke         | Stahl                              | 52° 41′ 47″ N, 3° 5′ 53,9″ W    | Feldwegbrücke |
|      | Llandrinio Bridge              | Llandrinio        | 1775    | Bogenbrücke          | Stein                              | 52° 44′ 45,4″ N, 3° 2′ 27,1″ W  | Denkmalgeschützt (Grade II); älteste noch existierende Brücke am River Severn                                                                                                  |
|      | Crewgreen Bridge               | Crewgreen         | 1947    | Balkenbrücke         | Stahl                              | 52° 44′ 7,7″ N, 2° 59′ 38″ W    | Ehemalige Eisenbahnbrücke, jetzt Straßenbrücke, steht auf der Grenze zwischen Wales und England                                                                                |

## Brücken in Shropshire und Telford and Wrekin, England
| Bild | Bezeichnung                            | Ort                       | Baujahr   | Konstruktion     | Material   | Koordinaten                     | Anmerkungen |
| ---- | -------------------------------------- | ------------------------- | --------- | ---------------- | ---------- | ------------------------------- | --- |
|      | Montford Bypass Bridge                 | Montford Bridge           | 1992      | Balkenbrücke     | Stahl      | 52° 43′ 52,2″ N, 2° 50′ 45,9″ W | A5-Umgehung |
|      | Montford Bridge                        | Montford Bridge           | 1792      | Bogenbrücke      | Stein      | 52° 43′ 57″ N, 2° 50′ 33,9″ W   | Die erste der von Thomas Telford entworfenen Brücken; führte die Holyhead Road über den River Severn. Denkmalgeschützt (Grade II)                                                                                               |
|      | Frankwell Footbridge                   | Shrewsbury                | 1979      | Schrägseilbrücke | Stahl      | 52° 42′ 38,3″ N, 2° 45′ 18″ W   | Fußgängerbrücke |
|      | Welsh Bridge                           | Shrewsbury                | 1795      | Bogenbrücke      | Stein      | 52° 42′ 36,6″ N, 2° 45′ 29″ W   | Denkmalgeschützt (Grade II*) |
|      | Porthill Bridge                        | Shrewsbury                | 1922      | Hängebrücke      | Stahl      | 52° 42′ 30,3″ N, 2° 45′ 49,4″ W | Fußgängerbrücke |
|      | Kingsland Bridge                       | Shrewsbury                | 1833      | Bogenbrücke      | Eisen      | 52° 42′ 15,8″ N, 2° 45′ 32″ W   | Private, mautpflichtige Brücke. Denkmalgeschützt (Grade II) |
|      | Greyfriars Footbridge                  | Shrewsbury                | 1879      | Fachwerkbrücke   | Eisen      | 52° 42′ 16,8″ N, 2° 44′ 56″ W   | Fußgängerbrücke |
|      | English Bridge                         | Shrewsbury                | 1927      | Bogenbrücke      | Stein      | 52° 42′ 23,8″ N, 2° 44′ 50,9″ W | Entwurf von John Gwynn. Die ursprüngliche Brücke von 1774 wurde 1927 mit den alten Steinen um 7,9 m verbreitert. Denkmalgeschützt (Grade II*)                                                                                   |
|      | Bahnhofsbrücke                         | Shrewsbury                | 1848 1903 | Fachwerkbrücke   | Eisen      | 52° 42′ 38,5″ N, 2° 44′ 52,2″ W | Die Brücke trägt die Bahnsteige der acht Gleise des Bahnhofs. Der Bahnhof von 1848 wurde vor allem 1899–1903 über den Fluss erweitert.                                                                                          |
|      | Castle Walk Footbridge                 | Shrewsbury                | 1951      | Bogenbrücke      | Spannbeton | 52° 42′ 45″ N, 2° 44′ 37,8″ W   | Entwurf von L.G. Mouchel & Partners |
|      | Telford Way Bridge                     | Shrewsbury                | 1964      | Balkenbrücke     | Spannbeton | 52° 43′ 20,5″ N, 2° 43′ 57″ W   | |
|      | Shrewsbury Bypass Bridge               | Shrewsbury                | 1992      | Balkenbrücke     | Stahl      | 52° 43′ 20,5″ N, 2° 42′ 23,9″ W | A49-Umgehung |
|      | Shrewsbury Bypass Bridge               | Shrewsbury                | 1992      | Balkenbrücke     | Stahl      | 52° 43′ 1,3″ N, 2° 42′ 17″ W    | A49-Umgehung |
|      | Belvidere Bridge                       | Shrewsbury                | 1848      | Bogenbrücke      | Gusseisen  | 52° 42′ 29,8″ N, 2° 42′ 45,8″ W | Eisenbahnbrücke; Entwurf von William Baker. Denkmalgeschützt (Grade II*) |
|      | A5-Umfahrung Shrewsbury                | Shrewsbury                | 1992      | Balkenbrücke     | Spannbeton | 52° 41′ 39″ N, 2° 42′ 34″ W     | Autobahnbrücke |
|      | Atcham New Bridge                      | Atcham                    | 1929      | Bogenbrücke      | Beton      | 52° 40′ 47,3″ N, 2° 40′ 52,7″ W | Entwurf von L.G. Mouchel & Partners |
|      | Atcham Bridge                          | Atcham                    | 1776      | Bogenbrücke      | Stein      | 52° 40′ 46,3″ N, 2° 40′ 52″ W   | Entwurf von John Gwynn. Denkmalgeschützt (Grade II* und als Scheduled Monument) |
|      | Cressage Bridge                        | Cressage                  | 1913      | Bogenbrücke      | Beton      | 52° 38′ 13,6″ N, 2° 36′ 6,1″ W  | Entwurf von L.G. Mouchel & Partners |
|      | Buildwas Bridge                        | Buildwas                  | 1992      | Balkenbrücke     | Stahl      | 52° 38′ 11″ N, 2° 31′ 32″ W     | Früher stand hier Thomas Telfords erste gusseiserne Brücke von 1796 |
|      | Zufahrt A zur Ironbridge Power Station | Buildwas                  | 1932      | Fachwerkbrücke   | Stahl      | 52° 38′ 12″ N, 2° 30′ 46″ W     | Geschlossene Zufahrt A zur ehemaligen Ironbridge Power Station |
|      | Zufahrt B zur Ironbridge Power Station | Ironbridge – Buildwas     | 1963      | Balkenbrücke     | Spannbeton | 52° 37′ 59,1″ N, 2° 30′ 23,7″ W | Zufahrt zum Ironbridge Power Station – redevelopment scheme |
|      | Albert Edward Bridge                   | Ironbridge – Buildwas     | 1863      | Bogenbrücke      | Gusseisen  | 52° 37′ 51″ N, 2° 30′ 11″ W     | Entwurf von John Fowler. Denkmalgeschützt (Grade II) |
|      | The Iron Bridge                        | Ironbridge                | 1779      | Bogenbrücke      | Gusseisen  | 52° 37′ 38,3″ N, 2° 29′ 7,8″ W  | Die erste gusseiserne Brücke der Welt. Seit der Renovierung 2019 in braunroter Farbe. Denkmalgeschützt (Grade I und als Scheduled Monument)                                                                                     |
| Foto | Free Bridge                            | Jackfield                 | 1909      | Bogenbrücke      | Beton      | 52° 37′ 35,4″ N, 2° 28′ 21,3″ W | Die erste mautfreie Brücke in der Gegend und die erste Stahlbetonbrücke in Großbritannien, entworfen von L. G. Mouchel & Partners und gebaut von der Hennebique Ferro-concrete Contracting Company, Liverpool. Abgerissen 1993. |
|      | Jackfield Free Bridge                  | Jackfield                 | 1994      | Schrägseilbrücke | Stahl      | 52° 37′ 35,4″ N, 2° 28′ 21,3″ W | heutige Brücke |
|      | Jackfield and Coalport Memorial Bridge | Coalport                  | 1922      | Fachwerkbrücke   | Stahl      | 52° 37′ 11,5″ N, 2° 27′ 13,3″ W | Fußgängerbrücke, gleichzeitig Kriegerdenkmal; 2000 renoviert |
|      | Coalport Bridge                        | Coalport                  | 1918      | Bogenbrücke      | Gusseisen  | 52° 36′ 56,5″ N, 2° 26′ 30,8″ W | Denkmalgeschützt (Grade II* und als Scheduled Monument) |
|      | Coalport Klärwerksbrücke               | Coalport                  |           | Balkenbrücke     | Beton      | 52° 36′ 40,1″ N, 2° 25′ 55,6″ W | Rohrbrücke |
|      | Apley Park Bridge                      | Stockton – Astley Abbotts | 1905      | Hängebrücke      | Eisen      | 52° 34′ 54,8″ N, 2° 26′ 4,2″ W  | private Brücke auf der Zufahrt zur Apley Hall |
|      | Severn Bridge                          | Bridgnorth                | 1823      | Bogenbrücke      | Stein      | 52° 32′ 3,2″ N, 2° 24′ 58,1″ W  | Ursprünglich mittelalterlich, 1795 neu gebaut, 1823 von Thomas Telford umgebaut. Denkmalgeschützt (Grade II) |
|      | Bridgnorth Bypass Bridge               | Bridgnorth                | 1985      | Balkenbrücke     | Spannbeton | 52° 31′ 38,9″ N, 2° 25′ 2″ W    | |
|      | Waterworks Bridge                      | Hampton Loade             | 1965      | Bogenbrücke      | Stahl      | 52° 28′ 51,3″ N, 2° 22′ 31,2″ W | Rohrleitungsbrücke. Die Bögen sind die Rohrleitung, zwischen den Rohren wird ein Feldweg über den Fluss geführt. |
|      | Hampton Loade Ferry                    | Hampton Loade             | ~ 1600    | Fähre            |            | 52° 28′ 33,8″ N, 2° 22′ 26,1″ W | Seilfähre, außer Betrieb |
|      | Highley-Alveley Footbridge             | Highley                   | 2006      | Balkenbrücke     | Stahl      | 52° 27′ 10″ N, 2° 22′ 16,9″ W   | Fußgängerbrücke |

## Brücken in Worcestershire
| Bild | Bezeichnung              | Ort                 | Baujahr | Konstruktion     | Material  | Koordinaten                     | Anmerkungen |
| ---- | ------------------------ | ------------------- | ------- | ---------------- | --------- | ------------------------------- | --- |
|      | Arley footbridge         | Upper Arley         | 1971    | Fachwerkbrücke   | Stahl     | 52° 25′ 6,8″ N, 2° 20′ 44″ W    | Fußgängerbrücke |
|      | Victoria Bridge          | Upper Arley         | 1861    | Bogenbrücke      | Gusseisen | 52° 24′ 39″ N, 2° 20′ 40″ W     | Eisenbahnbrücke. Denkmalgeschützt (Grade II*) |
|      | Elan Aquädukt            | Upper Arley         | ~ 1900  | Bogenbrücke      | Eisen     | 52° 24′ 4,4″ N, 2° 19′ 53,2″ W  | Rohrbrücke des Elan Aquädukt zum Frankley Reservoir bei Birmingham |
|      | Dowles Bridge            | Dowles              | 1864    |                  |           | 52° 23′ 7,1″ N, 2° 19′ 29,8″ W  | Pfeiler einer 1965 demontierten Eisenbahnbrücke |
|      | Bewdley Bridge           | Bewdley             | 1798    | Bogenbrücke      | Stein     | 52° 22′ 35,5″ N, 2° 18′ 50″ W   | Entwurf von Thomas Telford. Denkmalgeschützt (Grade I) |
|      | Bewdley Bypass Bridge    | Bewdley             | 1987    | Balkenbrücke     | Stahl     | 52° 21′ 58,6″ N, 2° 18′ 16″ W   | A456-Umgehung |
|      | Stourport Bridge         | Stourport-on-Severn | 1870    | Bogenbrücke      | Gusseisen | 52° 20′ 13,5″ N, 2° 16′ 59,9″ W | Denkmalgeschützt (Grade II) |
|      | Holt Fleet Bridge        | Holt Fleet          | 1828    | Bogenbrücke      | Gusseisen | 52° 16′ 5″ N, 2° 15′ 32″ W      | Entwurf von Thomas Telford, Brücke später verstärkt. Denkmalgeschützt (Grade II) |
|      | Bevere Island Bridge     | Grimley             | 1844    | Bogenbrücke      | Gusseisen | 52° 13′ 59,4″ N, 2° 14′ 20,8″ W | Brücke verbindet nur die Insel. Denkmalgeschützt (Grade II) |
| Foto | Kepax Bridge             | Worcester           | 2024    | Schrägseilbrücke | Stahl     | 52° 12′ 27″ N, 2° 14′ 7,7″ W    | Neue Geh- und Radbrücke |
|      | Sabrina Footbridge       | Worcester           | 1992    | Schrägseilbrücke | Stahl     | 52° 11′ 40″ N, 2° 13′ 54,3″ W   | |
|      | Railway Bridge           | Worcester           | 1904    | Fachwerkbrücke   | Stahl     | 52° 11′ 35,6″ N, 2° 13′ 46,8″ W | Ersetzte Eisenbahnbrücke von 1860. |
|      | Worcester Bridge         | Worcester           | 1781    | Bogenbrücke      | Stein     | 52° 11′ 28″ N, 2° 13′ 33,8″ W   | Entwurf von John Gwynn. 1931 verbreitert. Denkmalgeschützt (Grade II) |
|      | Cathedral Ferry          | Worcester           |         | Fähre            |           | 52° 11′ 16,5″ N, 2° 13′ 22,3″ W | Einzige Ruderbootfähre am Severn. Früher regelmäßige Fahrten, heute von ehrenamtlichen Fährleuten nachmittags an Sommer-Wochenenden betrieben. Unsichere Zukunft.                    |
|      | Diglis Bridge            | Worcester           | 2010    | Schrägseilbrücke | Stahl     | 52° 10′ 34,6″ N, 2° 13′ 29,1″ W | Rad- und Gehwegbrücke unterhalb der Diglis Island. Führt Route 46 des National Cycle Network über den Fluss.                                                                         |
|      | Carrington Bridge        | Worcester           | 1900    | Balkenbrücke     | Stahl     | 52° 9′ 46,4″ N, 2° 13′ 3,9″ W   | Vierspurige Brücke der A4440 |
|      | Upton-upon-Severn Bridge | Upton-upon-Severn   | 1940    | Balkenbrücke     | Stahl     | 52° 3′ 55″ N, 2° 13′ 4,5″ W     | |
|      | Queenhill Bridge         | Queenhill           | 1960    | Balkenbrücke     | Stahl     | 52° 1′ 48,9″ N, 2° 11′ 43,5″ W  | Autobahnbrücke der M50 |
|      | Mythe Bridge             | Mythe               | 1826    | Bogenbrücke      | Gusseisen | 52° 0′ 7,3″ N, 2° 9′ 48,9″ W    | Bei Tewkesbury auf der Grenze zwischen Worcestershire und Gloucestershire. Entwurf von Thomas Telford. Brücke wurde 1923 verstärkt und 1993/94 saniert. Denkmalgeschützt (Grade II*) |

## Brücken in Gloucestershire
| Bild                                                                                               | Bezeichnung                        | Ort                         | Baujahr | Konstruktion         | Material   | Koordinaten                                                  | Anmerkungen |
| -------------------------------------------------------------------------------------------------- | ---------------------------------- | --------------------------- | ------- | -------------------- | ---------- | ------------------------------------------------------------ | --- |
| | Haw Bridge                         | The Haw bei dem Dorf Tirley | 1961    | Balkenbrücke         | Stahl      | 51° 56′ 56,4″ N, 2° 13′ 36,2″ W                              | |
| Der River Severn teilt sich bei Gloucester in den westlichen und den östlichen Arm (Upper Parting) |                                    |                             |         |                      |            |                                                              | |
| Westlicher Arm                                                                                     |                                    |                             |         |                      |            |                                                              | |
| | Maisemore Bridge                   | Maisemore                   | 1956    | Bogenbrücke          | Stein      | 51° 53′ 19″ N, 2° 16′ 3,8″ W                                 | |
| | New Over Bridge                    | Over bei Gloucester         | 1974    | Balkenbrücke         | Stahl      | 51° 52′ 30″ N, 2° 16′ 4,4″ W                                 | Vierspurige Brücke der A40 |
| | Over Bridge                        | Over bei Gloucester         | 1829    | Bogenbrücke          | Stein      | 51° 52′ 28,1″ N, 2° 16′ 4,7″ W                               | Vorgängerbrücke schon im Domesday Book (1089) erwähnt. Entwurf von Thomas Telford. Die Brücke war bis zur Eröffnung der Severn-Brücke 1966 die letzte Brücke vor dem Bristol Channel. Die Brücke steht als Scheduled Monument unter Denkmalschutz. |
| | Over Railway Bridge                | Over bei Gloucester         | 1957    | Balkenbrücke         | Stahl      | 51° 52′ 25,7″ N, 2° 16′ 5,3″ W                               | Eisenbahnbrücke, auf dem Foto mit einer Gezeitenwelle (Severn bore) |
| Östlicher Arm                                                                                      |                                    |                             |         |                      |            |                                                              | |
| | Walham Viaduct (Northern Bypass)   | Gloucester                  | 1983    | Balkenbrücke         | Stahl      | 51° 52′ 31,8″ N, 2° 15′ 37,4″ W                              | Vierspurige Brücke der A40 |
| | St Catherine's Viaduct             | Gloucester                  |         | Bogenbrücke          | Stein      | 51° 52′ 22,1″ N, 2° 15′ 25,9″ W                              | |
| | Westgate Bridge Fahrtrichtung Ost  | Gloucester                  | 2000    | Balkenbrücke         | Stahl      | 51° 52′ 11,9″ N, 2° 15′ 23,8″ W                              | |
| | Westgate Footbridge                | Gloucester                  | 1974    | Balkenbrücke         | Spannbeton | 51° 52′ 11,2″ N, 2° 15′ 24,1″ W                              | Fußgängerbrücke |
| | Westgate Bridge Fahrtrichtung West | Gloucester                  | 2000    | Balkenbrücke         | Stahl      | 51° 52′ 10,5″ N, 2° 15′ 24,6″ W                              | |
| | Castle Meads Footbridge            | Gloucester                  | 1987    | Balkenbrücke         |            | 51° 51′ 52,3″ N, 2° 15′ 11,8″ W                              | Fußgängerbrücke |
| | Castle Meads Bridge                | Gloucester                  | 2005    | Balkenbrücke         | Stahl      | 51° 51′ 45,4″ N, 2° 15′ 26,7″ W                              | Brücke der A430 |
| | Llanthony Railway Bridge           | Gloucester                  |         | Fachwerkbrücke       | Stahl      | 51° 51′ 45,1″ N, 2° 15′ 29,4″ W                              | Verfallen |
| | Llanthony Footbridge               | Gloucester                  |         | Fachwerkbrücke       | Stahl      | 51° 51′ 44,4″ N, 2° 15′ 32,6″ W                              | Verfallen |
| Ende der getrennten Arme (Lower Parting)                                                           |                                    |                             |         |                      |            |                                                              | |
| | Severn Railway Bridge              | Sharpness – Lydney          | 1876    | (Fachwerkbrücke)     | (Eisen)    | 51° 43′ 42″ N, 2° 28′ 2,5″ W                                 | Reste einer nach Schiffsunfällen 1970 abgebauten Eisenbahnbrücke |
| | Severn-Wye Cable Tunnel            | Aust – Beachley             | 1973    | Kabeltunnel          |            | 51° 36′ 30″ N, 2° 36′ 55,3″ W 51° 36′ 39,5″ N, 2° 40′ 9,2″ W | Der Tunnel mit 400-kV-Kabeln kreuzt den Severn unter der Severn Bridge hindurch. Das Foto zeigt den östlichen Eingang. |
| | Severn Bridge                      | Aust – Chepstow             | 1966    | Hängebrücke          | Stahl      | 51° 36′ 32,5″ N, 2° 38′ 18,1″ W                              | Vierspurige Autobahnbrücke der M48. Erste Hängebrücke mit aerodynamisch geformtem Hohlkasten und schrägen Hängern. Denkmalgeschützt (Grade I) |
| | Severn-Freileitungskreuzung Aust   | Aust – Chepstow             | 1959    | Freileitungskreuzung |            | 51° 36′ 20,8″ N, 2° 38′ 28,9″ W                              | Längste Freileitungskreuzung (1618 m) in Großbritannien. |
| | Severn-Tunnel                      | Severn Beach – Portskewett  | 1886    | Tunnel               |            | 51° 34′ 49,7″ N, 2° 42′ 12,6″ W                              | Eisenbahntunnel |
| | Prince of Wales Bridge             | Severn Beach – Portskewett  | 1996    | Schrägseilbrücke     | Stahl      | 51° 34′ 23,9″ N, 2° 41′ 50,1″ W                              | Sechsspurige Autobahnbrücke der M4. Ende des River Severn, Beginn des Bristol Channel |